# Dalian Shide Siwu
El Dalian Shide Siwu (en chino: 大连实德四五队) fue un equipo de fútbol de China que alguna vez jugó en la S.League, la primera división de fútbol de Singapur.

## Historia
Fue fundado en el año 2008 en la ciudad de Queenstown como el equipo que representara al Dalian Shide de la Super Liga China en la S.League, por lo que el club estaba compuesto principalmente por jugadores del equipo reserva y juveniles del club chino.
El club jugó en la temporada 2008 donde terminó en 10º lugar, y en la Copa de Singapur y la Copa de la Liga de Singapur fue eliminado en la primera ronda.
En el año 2009 la Asociación de Fútbol de Singapur determinó que el club no participaría en la temporada debido a que fue reemplazado por el Brunei DPMM FC de Brunéi.